# La Destra
La Destra era un partito politico italiano fondato da Francesco Storace nel 2007 e disciolto nel 2017.
Il suo nucleo originale fu la corrente della destra sociale di Alleanza Nazionale, la cui  scissione  avvenne in risposta alle scelte di Gianfranco Fini, ritenute centriste.

## Storia

### Le origini: D-Destra
Francesco Storace, perse le elezioni regionali laziali del 2005, a partire dal giugno dello stesso anno inizia a manifestare una crescente insofferenza per la gestione di Alleanza Nazionale da parte di Gianfranco Fini.
Il 18 settembre Nello Musumeci lascia il partito lamentando «un forte deficit di democrazia» per fondare Alleanza Siciliana.
Il 29 giugno 2006, perse anche le elezioni politiche, Fini riuniva l'esecutivo di AN. A suo dire il gruppo «deve ripensarsi, verificare se il 12% è il nostro limite massimo o se possiamo andare oltre Fiuggi» per costruire «un partito popolare e nazionale, di respiro europeo». Storace avvertì: «Le novità non mi spaventano, ho a cuore i contenuti e se sono affezionato al simbolo, lo sono ancora di più alla politica. Non sapremmo che farcene di un partito di centro che guarda a destra, attenti al politichese. All'Italia serve una destra di destra». Storace, in disaccordo con lo spostamento verso il centro di AN, per cui insieme ad altri esponenti si stacca dalla Destra Sociale di Gianni Alemanno e alla fine del seminario Una destra di destra a Camaldoli del 15-16 luglio, si riorganizza come associazione D-Destra. Come primo atto eclatante, Storace diserta polemicamente l'esecutivo di AN del 25 luglio.
L'8 ottobre la linea di Fini di portare AN in tre anni nel Partito Popolare Europeo fu approvata dall'Assemblea Nazionale di AN. Pochi giorni dopo Storace annuncia possibile una sua scissione, ma preferirebbe un congresso dove poter battagliare contro il «moderatismo a tutti i costi» di Fini.
Il 14 e 15 ottobre a Fiuggi un convegno sancì la nascita ufficiale della corrente D-Destra.
Il 9 novembre Storace chiese le dimissioni di Fini, il quale a sua volta estromette il capo di D-Destra dall'esecutivo. Storace chiede spiegazioni le quali giungono subito con una nota ufficiale AN: «Dispiace che Storace cerchi la polemica ad ogni costo. L'esecutivo è un organo fiduciario e le reiterate posizioni politiche del senatore, in dichiarato dissenso con la linea del partito, dimostrano inequivocabilmente il venire meno di questo rapporto».

### Scissione e fondazione del partito
Dopo altri mesi turbolenti, il 3 luglio 2007 Storace lasciò AN con una lettera pubblica su www.storace.com e aprì la scissione de La Destra mostrando il nuovo logo. Nell'immediato lo seguì solo il deputato Antonio Pezzella.
Il 31 luglio si ebbe la conferenza stampa di presentazione del movimento con la presenza di Teodoro Buontempo, che si era deciso a lasciare AN cinque giorni prima, mentre e il 10 e 11  si svolse l'assemblea costituente a Roma, presso l'EUR.

### Adesioni
I primi ad aderire furono l'eurodeputato Nello Musumeci con la sua Alleanza Siciliana, l'onorevole Alberto Arrighi leader storico del mondo giovanile del MSI e di Alleanza Nazionale legata alla Destra sociale ed estensore del Programma del movimento di Storace, la dottoressa Luisa Regimenti. Dopo l'adesione del deputato Antonio Pezzella lasciarono AN anche il deputato Roberto Salerno, il senatore Stefano Losurdo, il senatore Stefano Morselli, l'ex senatore Michele Florino e l'ex sindaco di Foggia Paolo Agostinacchio, oltre a diversi altri consiglieri regionali, provinciali e comunali.
Il segretario nazionale di Fiamma Tricolore, Luca Romagnoli, propose un'alleanza elettorale per la formazione di un nuovo blocco di destra sociale.
- 26 luglio 2007: aderisce al movimento anche un altro esponente storico di Alleanza Nazionale, Teodoro Buontempo, che rivestirà il ruolo di presidente della nuova formazione.
- 27 luglio: fondazione ufficiale del nuovo partito, la cui sede è a Roma.
- 30 luglio: costituzione al Senato della componente "La Destra" (LD) all'interno del gruppo misto, con l'adesione di Storace e Losurdo, ai quali il 15 settembre si unisce anche il senatore Stefano Morselli, proveniente da Alleanza Nazionale.
- 10 settembre: costituzione alla Camera dei Deputati della componente "La Destra" con Teodoro Buontempo, vicepresidente del gruppo misto e le adesioni dell'ex sottosegretario alle Riforme Nuccio Carrara e dell'ex deputato Michele Rallo.
- 7 ottobre: adesione del movimento Alleanza Siciliana, guidato da Nello Musumeci, in seguito al congresso di Catania.
- 26 ottobre: ingresso in LD anche di Antonio Rastrelli, figura storica della Destra campana ed ex presidente della regione.
- 10 novembre: adesione della deputata Daniela Santanchè, che intervenne ai lavori dell'assemblea costituente del nuovo partito dopo aver formalizzato, alcune ore prima, le sue dimissioni dal gruppo parlamentare di Alleanza Nazionale.
- 18 gennaio 2008: adesione dell'ex ministro della Lega Nord Giancarlo Pagliarini.
- 28 febbraio: candidatura con LD di Paola Ferrari, conduttrice televisiva e moglie dell'imprenditore Marco De Benedetti.
- 19 marzo: accordo con il Fronte Sociale Nazionale

All'Assemblea Costituente presero parte anche Assunta Almirante, vedova di Giorgio Almirante, ed il leader di Forza Italia e della Casa delle Libertà Silvio Berlusconi. La presenza di quest'ultimo sarà causa di forti malumori all'interno di Alleanza Nazionale, alimentando voci per cui il vero regista della scissione sarebbe stato proprio il Cavaliere, intenzionato ad indebolire Gianfranco Fini, considerato suo possibile rivale in una corsa alla leadership (una settimana dopo avverrà la rottura definitiva tra i due leader, in seguito alla decisione di Berlusconi di chiudere la CdL, e il partito di Storace si distinguerà da quello di Fini decidendo di rinnovare la propria fedeltà all'alleato).
La voce si rivelò infondata e tendenziosa, proprio per il veto di Fini alla presenza scomoda de La Destra nel centrodestra.
Il giorno dopo la fondazione de La Destra, il presidente nazionale di Azione Giovani, Giorgia Meloni, attraverso le colonne del Secolo d'Italia, invitò Francesco Storace a rinunciare al simbolo scelto (una mano che sorregge una fiaccola), rivendicandolo come proprietà del movimento da lei presieduto e minacciando in caso contrario azioni legali.
La risposta di Storace: «Manderò la richiesta della vicepresidente della Camera alla mia mailing list, insieme al suo indirizzo di posta elettronica, così saprà direttamente da tantissimi militanti che un simbolo non è proprietà privata ma appartiene a una comunità libera di scegliere le proprie strade».

### Elezioni politiche, regionali e amministrative del 2008
Con la nascita del PdL, l'esperienza della CdL dopo 12 anni è definitivamente conclusa. Adesso il leader di questo nuovo soggetto, Silvio Berlusconi, chiese a tutti i moderati di centrodestra di confluire in questo grande contenitore, abbandonando i propri simboli di partito. Storace sbottò: "Noi non abbandoniamo la nostra gente come qualcuno ha fatto..." (riferendosi alla scelta di Fini) e dalla trasmissione "Otto e mezzo" di La7 dell'11 febbraio del 2008 non mancava di accusare Fini e Berlusconi, per l'operazione verticistica compiuta con la nascita del PdL. In più ricorrenze pubbliche tra la sua gente, Storace ha riportato le parole riferite personalmente a Silvio Berlusconi: "Noi non ti chiederemo posti o poltrone, ma non chiederci mai di rinunciare ai nostri valori!". Sempre in polemica con Fini, Storace in varie interviste ha ricordato che: "Non si vende un'intera storia Italiana per diventare ministro degli esteri", riferendosi al viaggio che lo stesso Fini compì a Gerusalemme, rinnegando il passato a cui lui stesso era appartenuto.
Il 15 febbraio La Destra raggiunse un accordo con la Fiamma Tricolore per una lista comune La Destra-Fiamma Tricolore, a cui aderiranno anche il Fronte Sociale Nazionale e numerosi gruppi locali, fra i quali il Comitato Destra per Milano, candidando come Presidente del Consiglio Daniela Santanchè. La lista però ottiene il 2,4% alla Camera e il 2,1% al Senato, non ottenendo nessun seggio al Parlamento. Il risultato comunque fu tutt'altro che negativo, considerato il ridotto tempo avuto a disposizione per mettere in piedi la nuova formazione e soprattutto la concorrenza spietata effettuata dagli ex colleghi di Alleanza Nazionale ora confluiti nel PdL.
In contemporanea alle elezioni politiche si svolsero anche le elezioni amministrative e provinciali. Il partito, escluso dalla coalizione di centro-destra, si presenta con propri candidati riproponendo in alcune realtà la lista unica La Destra-Fiamma Tricolore lanciata a livello nazionale. I risultati più importanti vengono raggiunti a Massa (dove il candidato sindaco viene eletto consigliere con il 7,3%), a Viterbo (un consigliere eletto con il 3,4%) e a Roma dove il segretario Storace ottiene il 3,3% da candidato sindaco ed entra in Campidoglio. Alle elezioni provinciali il partito si presenta a Varese (2,4%), Massa-Carrara (3,9%), Roma (4,5%) dove il candidato presidente Teodoro Buontempo è eletto consigliere, Foggia (3,8%), Catanzaro (2,7% ed un eletto) e Vibo Valentia (2,1%). La Destra non partecipa alle elezioni regionali in Valle d'Aosta e in Friuli-Venezia Giulia, mentre si presenta alle regionali in Sicilia dove il candidato presidente Ruggero Razza raccoglie l'1,6%. Alle amministrative siciliane Nello Musumeci era candidato sindaco a Catania con la propria lista civica e raggiunse il 25,16% mentre La Destra eleggeva consiglieri nelle province di Palermo, Agrigento, Caltanissetta, Enna e Catania. Per le regionali in Trentino-Alto Adige, La Destra si presenta solo nella provincia di Trento a sostegno del candidato del centro-destra Sergio Divina ottenendo lo 0,6% mentre in Abruzzo il candidato presidente Buontempo raccolse l'1,9%.

### Elezioni europee e amministrative del 2009
Il 20 luglio 2008 Storace si dimette da segretario in vista del Congresso nazionale convocato per novembre. Emergono due linee che si confrontano sostanzialmente sul tema delle alleanze: Buontempo, Musumeci e Storace si dichiarano fortemente contrari alla confluenza nel Popolo della Libertà, che invece non è escluso dalla Santanchè, che successivamente deciderà di abbandonare il partito prima del confronto congressuale fondando il Movimento per l'Italia.
Dopo la scissione e la rottura del rapporto con la Fiamma Tricolore, alle elezioni europee del 2009 La Destra presentò una lista comune con il Movimento per le Autonomie di Raffaele Lombardo, il Partito Pensionati di Carlo Fatuzzo e l'Alleanza di Centro di Francesco Pionati: L'Autonomia. La lista però ottiene solo il 2,2% dei voti, ben lontano dalla clausola di sbarramento del 4%.
Questa volta il risultato è molto inferiore alle aspettative se si considera che i due principali partiti che compongono la lista, La Destra e l'MpA, alle politiche dell'anno prima avevano ottenuto rispettivamente il 2,43% (assieme a Fiamma Tricolore) e l'1,13%.
Alle contemporanee elezioni amministrative e provinciali il partito si presenta in autonomia un po' in tutta Italia, anche se non mancano le eccezioni di una sua partecipazione alle coalizioni di centro-destra. In alcune realtà viene riproposta la lista del Polo dell'Autonomia o presentati simboli assieme alla Fiamma Tricolore ed a Forza Nuova. Il partito raccoglie magri risultati nel settentrione mentre conferma una discreta radicazione nel centro Italia eleggendo consiglieri provinciali a Macerata (3,2%), Frosinone (2,8%) e Isernia dove il candidato presidente e segretario regionale del Molise, Giovancarmine Mancini, ottiene il 4,6%. Alle comunali La Destra elegge un consigliere a Foggia con il 3,6%.

### Elezioni regionali e amministrative del 2010
A seguito del deludente risultato ottenuto alle Europee, il segretario Storace decide di rassegnare le dimissioni discusse nel Comitato Centrale, del 4 e 5 luglio 2009. Tuttavia gli viene confermata nuova fiducia e Storace riassume la carica di segretario nazionale.
Il 14 novembre 2009, a seguito della Seconda Conferenza Programmatica del Partito svoltasi a Pomezia il 7 e l'8 novembre, viene ufficializzata l'alleanza tra La Destra ed il PdL per le Elezioni Regionali del 2010. Tale accordo sancisce il rientro del partito nella coalizione di centro-destra guidata dal Presidente del Consiglio Silvio Berlusconi.
Il partito raccoglie uno 0,71% su scala nazionale ma riesce ad eleggere tre consiglieri regionali. Due nel Lazio (tra cui lo stesso Storace) dove La Destra ottiene il 3,99% e uno in Campania con l'1,01% a sostegno del presidente eletto Stefano Caldoro.
Il presidente nazionale de La Destra, Teodoro Buontempo, viene nominato dalla neoeletta governatrice del Lazio Renata Polverini assessore regionale alla Casa. Buontempo durante il suo mandato da assessore riuscirà a far approvare dalla giunta, e in seguito dal consiglio regionale, la legge per l'istituzione nel Lazio del Mutuo Sociale.
Alle amministrative dello stesso anno, La Destra riesce a presentarsi in poche competizioni e, nonostante l'alleanza con il centro-destra, non ottiene nessun eletto.

### Ingresso nel governo Berlusconi IV e adesione di un senatore
Il 15 aprile 2011 si conclude il percorso di riavvicinamento de La Destra al PdL avviato in occasione delle elezioni regionali del 2010: il Presidente del Consiglio Silvio Berlusconi decide infatti di permettere a La Destra di partecipare all'attività di governo di centro-destra, nonostante il partito non abbia ottenuto nessun eletto in Parlamento alle politiche del 2008. Il siciliano Nello Musumeci viene così nominato sottosegretario di Stato al Ministero del lavoro e delle politiche sociali.
Il 7 dicembre 2012 il senatore Alberto Filippi, eletto nel 2008 con la Lega Nord in Veneto e poi passato al gruppo di Coesione Nazionale nel 2011 in contrasto con la segreteria Bossi, ufficializza la sua iscrizione al partito di Storace. In questo modo La Destra ottiene un rappresentante al Senato della Repubblica.

### Elezioni amministrative del 2011
Alle amministrative del 2011 La Destra si presenta quasi ovunque nelle varie coalizioni di centro-destra, confermando un discreto radicamento nel centro Italia ma non ottiene nessun eletto.
In occasione delle elezioni regionali in Molise il già consigliere provinciale di Isernia, Giovancarmine Mancini, si candida a presidente in contrasto con i vertici locali del PdL. La lista si ferma allo 0,87% mentre Mancini raggiunge l'1,29% senza essere eletto.

### Elezioni amministrative e regionali siciliane del 2012
Alle elezioni amministrative del 2012 La Destra si presenta a macchia di leopardo, non sempre a sostegno dei candidati del centro-destra. I risultati più importanti si hanno a Rieti (2,19%), L'Aquila (3,19%) e Isernia (6,95%). Nel capoluogo abruzzese e molisano il partito si presenta in una lista civica ed elegge al consiglio comunale il segretario regionale dell'Abruzzo D'Eramo e quello del Molise Mancini.
Il 22 agosto 2012 Nello Musumeci ufficializza la sua candidatura per La Destra alla presidenza della Regione Siciliana per le elezioni regionali anticipate del 28 ottobre 2012. Musumeci riceve l'appoggio di Fareitalia, Cantiere Popolare, Alleanza di Centro ed in un primo momento anche di Grande Sud, che aveva ritirato la candidatura del proprio leader, Miccichè, per sostenere l'esponente della Destra. Quando però anche il Popolo della Libertà annuncia il proprio sostegno a Nello Musumeci per creare un'unica coalizione di centro-destra, Grande Sud decide di uscire dallo schieramento per riproporre la candidatura di Miccichè, alla quale aderiranno anche il governatore uscente Raffaele Lombardo e FLI. Nonostante la defezione di Miccichè, Nello Musumeci diviene, grazie all'appoggio del PdL, il principale sfidante di Rosario Crocetta, sostenuto dall'asse PD-UdC, e la sua coalizione definitiva sarà composta da Il Popolo della Libertà, Cantiere Popolare, Alleanza di Centro e dalla lista Nello Musumeci Presidente, la quale raccoglie i candidati de La Destra, di Fareitalia e di altri movimenti civici. Il 29 ottobre, giorno dello scrutinio, Nello Musumeci raccoglie il 25,73% delle preferenze, non sufficienti però a battere l'esponente di centro-sinistra, che si aggiudica la presidenza della regione con il 30,47%. Tuttavia, con i suoi 521.022 voti, Musumeci ottiene un'ottima affermazione personale su tutta l'isola. La lista civica Nello Musumeci Presidente ottiene il 5,60% riuscendo ad eleggere quattro candidati al Parlamento Regionale tra i quali anche Gino Ioppolo, esponente de La Destra catanese, ed il partito entra quindi all'Assemblea Regionale Siciliana con due parlamentari regionali. Musumeci in novembre torna vicesegretario nazionale del partito. Nel maggio del 2013 l'Assemblea vota all'unanimità l'elezione di Nello Musumeci a presidente della Commissione regionale Antimafia.

### Elezioni politiche, regionali e amministrative del 2013
Alle elezioni politiche del 2013 La Destra fa parte dello schieramento di centro-destra che indica come leader della coalizione l'ex premier Silvio Berlusconi. Il risultato alle elezioni politiche è tuttavia estremamente deludente, la lista infatti ottiene solo lo 0,64% alla Camera e lo 0,72% al Senato, non ottenendo nessun seggio al Parlamento.
In vista delle elezioni regionali nel Lazio del 2013 Storace è inizialmente candidato presidente della Destra, della Lista Storace e dell'Alleanza di Centro di Francesco Pionati, ma in seguito anche il Popolo della Libertà ed il nuovo movimento Fratelli d'Italia annunciano il loro sostegno a Storace, rendendolo così il candidato ufficiale di tutto il centro-destra. Per le elezioni regionali in Lombardia ed in Molise il partito adotta lo stesso schema utilizzato a livello nazionale e si presenta nella coalizione di centro-destra. In Lombardia, anche se la lista viene esclusa dalla competizione elettorale, La Destra sostiene la candidatura del segretario della Lega Nord Roberto Maroni, mentre in Molise viene appoggiato il presidente uscente del PdL Michele Iorio con la presenza anche del segretario regionale Mancini nel listino regionale del candidato Iorio. Alle regionali del Lazio Storace raccoglie il 29,32% dei consensi, pari a 959.685 voti personali, venendo così sconfitto dallo sfidante di centro-sinistra Nicola Zingaretti, che arriva al 40,65% dei voti. La lista de La Destra ottiene il 3,35% riuscendo così a rientrare con un eletto, oltre che allo stesso Storace come candidato sconfitto, nel consiglio regionale del Lazio. In alcune circoscrizioni come a Rieti e a Roma, La Destra è la seconda lista della coalizione dietro al PdL. In Molise, La Destra non ottiene nessun seggio in quanto il presidente uscente Michele Iorio viene sconfitto dal candidato del centro-sinistra mentre la lista regionale si ferma all'1,45%.
Alle elezioni regionali in Friuli-Venezia Giulia di aprile 2013 La Destra presenta la propria lista in tre circoscrizioni su cinque all'interno della coalizione di centro-destra a sostegno del presidente uscente Renzo Tondo, candidato per la riconferma dal PdL. A causa della sconfitta del governatore uscente La Destra non ottiene nessun seggio in consiglio regionale. La lista, nonostante la mancata presentazione nelle circoscrizioni di Gorizia e Trieste, ottiene il 1,55% grazie ai buoni risultati conseguiti negli altri tre collegi (Pordenone: 1,68% Udine: 2,16% Tolmezzo: 4,31%).
Alle amministrative del 2013 viene confermato il trend negativo delle elezioni politiche di febbraio, La Destra si presenta con proprie liste nella coalizione di centro-destra a Udine (2,04%), Pisa (1,44%), e Roma (1,30%) mentre a Viterbo (2,52%) si presenta con un proprio candidato a sindaco. Il dato è assolutamente negativo, il partito non elegge nessun consigliere comunale ed anche a Roma, dove erano presenti due consiglieri uscenti, La Destra ottiene solo l'1,30% a fronte di un 3,46% raggiunto alle regionali di febbraio. Nella capitale viene eletto solo un consigliere municipale, Marco Giudici del Municipio XII, unico territorio dove la lista ottiene un risultato utile per ottenere un seggio, attestandosi al 4,19%. Il 23 ottobre dello stesso anno Giudici ha lasciato il gruppo La Destra per confluire nel misto.
Per le regionali in Trentino-Alto Adige del 27 ottobre 2013, La Destra non riesce a raggiungere un accordo per presentarsi assieme agli altri movimenti di area e quindi si presenta con il proprio simbolo solo nella provincia di Bolzano, dove ottiene lo 0,6% e quindi non riesce a riconfermare il consigliere provinciale uscente Mauro Minniti.

### Tentato ritorno di AN e appoggio a Forza Italia per le europee 2014
L'8 novembre 2013 il partito, rappresentato dal segretario Francesco Storace, unitamente a Futuro e Libertà di Roberto Menia, Fiamma Tricolore di Luca Romagnoli, Io Sud di Adriana Poli Bortone, Nuova Alleanza di Domenico Nania, l'associazione Nazione Sovrana di Oreste Tofani, Il Popolo della Vita di Antonio Buonfiglio, il Giornale d'Italia di Roberto Buonasorte e l'associazione Giuseppe Tatarella partecipa alla fondazione del Movimento per Alleanza Nazionale, federazione di formazioni che vogliono chiaramente rifondare il partito nato dalla Svolta di Fiuggi.
Nel frattempo, però, il 14 dicembre 2013 l'assemblea dei soci della Fondazione Alleanza Nazionale approva, con 290 voti favorevoli, una mozione, presentata da Meloni-La Russa-Alemanno per concedere l'utilizzo del logo di Alleanza Nazionale a Fratelli d'Italia; il voto provoca l'ira di Francesco Storace, che ha parlato apertamente di "scippo".
Conclusasi l'esperienza del Movimento per Alleanza Nazionale, si profila quindi un'adesione alla nuova Forza Italia.
Il 7 marzo 2014 la Direzione nazionale vara una significativa riforma statutaria che prevede la possibilità di una doppia tessera.
Il 29 marzo 2014 il Comitato Centrale risponde positivamente alla lettera di Berlusconi del giorno precedente, nella quale è stata auspicata una proficua collaborazione, sospendendo la propria attività elettorale e collaborando con Forza Italia in vista degli imminenti appuntamenti europei e amministrativi.
La Destra sostiene apertamente Alessandra Mussolini, Fabrizio Bertot, Salvo Pogliese e Sergio Silvestris, tutti provenienti da Alleanza Nazionale. Contemporaneamente, alle regionali in Piemonte partecipa alla lista "Destre Unite", insieme a Fiamma Destra Sociale e a Futuro e Libertà, a sostegno di Gilberto Pichetto Fratin, candidato della coalizione di centro-destra.
Destre Unite viene presentata anche in alcuni comuni per le amministrative ottenendo lo 0,79% a Vercelli, lo 0,43% a Biella e l'1,72% a Foggia.
Il risultato della lista alle regionali piemontesi è dello 0,25%.
In seguito alla vittoria di Franco Landella nel ballottaggio di Foggia, la lista Destre Unite elegge un consigliere comunale in maggioranza.

### Riavvicinamento con Alemanno e Menia
Dopo un periodo di avvicinamento a Fratelli d'Italia, culminato con l'appoggio di Storace alle liste della Meloni alle regionali del 2015, ma terminato in un nulla di fatto, il partito decide di intraprendere un nuovo percorso.
Il 9 aprile 2016, ad un convegno ad Orvieto, viene sancita la collaborazione tra La Destra e il movimento Azione Nazionale, fondato da Alemanno e Roberto Menia, in vista delle imminenti elezioni amministrative. Viene inoltre avviato un cammino che dovrebbe portare in autunno alla costituzione di un nuovo soggetto unitario.

### Elezioni amministrative, referendum costituzionale del 2016
In occasione delle comunali del 2016 Storace si candida inizialmente a sindaco di Roma, salvo rinunciare per tentare di favorire la riunificazione del centro-destra. Venne presentata una 'Lista Storace' a sostegno del candidato di Forza Italia Alfio Marchini, che tuttavia arriverà solamente quarto. La lista raccoglie un deludente 0,6%. Il simbolo di partito era presente invece a Latina dove ottiene l'1,2%. A Isernia infine il segretario regionale Mancini riottenne il seggio in consiglio in una lista civica.
In occasione del referendum costituzionale del 4 dicembre La Destra si schierò a favore del Fronte per il NO. 

### Confluenza nel MNS e accordo federativo con FdI
Ad una manifestazione a Roma, Storace e Alemanno annunciano assieme l'inizio di un percorso comune per giungere alla fondazione di un nuovo soggetto unitario di destra. 
Il 12 gennaio 2017 i due leader annunciano l'indizione di un congresso e di una costituente per arrivare alla fusione di Azione Nazionale e della Destra in un Polo Sovranista.
Il 18 febbraio 2017 La Destra e Azione Nazionale confluirono nel nuovo partito Movimento Nazionale per la Sovranità. Eletti all'unanimità dai 1500 delegati al congresso fondativo al Marriott Park Hotel di Roma, Gianni Alemanno segretario e Storace presidente, con Roberto Menia vice segretario della formazione sovranista che si richiama alla destra nazionale. Resta in vita il comitato di gestione de La Destra composto da Adriano Coletta come presidente e Marco Di Andrea e Sergio Marchi come componenti per chiudere gli ultimi bilanci.
Il MNS in Lombardia e nel Lazio si schiera a sostegno dei candidati unitari del centro-destra Attilio Fontana e Stefano Parisi. Proprio nel Lazio Storace però da mesi appoggia il sindaco di Amatrice Sergio Pirozzi e così, scontrandosi con Alemanno, si dimette da Presidente del movimento e abbandona il Movimento che egli stesso aveva contribuito a fondare.
Alle elezioni politiche del 2018 Storace propose pubblicamente due voti per Camera e Senato a Fratelli d'Italia e Lega.
Il 28 luglio 2018, nonostante lo scioglimento de La Destra, si riuniva il comitato di gestione per notificare a Storace una delega precisa: nome e simbolo potranno essere disponibili esclusivamente per un cammino comune con Fratelli d'Italia di Giorgia Meloni.
Il 21 novembre Storace stipulò quindi un accordo federativo con la Meloni in vista delle elezioni europee.

## Ideologia
Obiettivo della formazione era rappresentare quei valori tradizionali e nazionalisti che, a detta del leader Storace, a seguito delle varie svolte moderate nel corso degli anni, non sono sufficientemente valorizzati dalle altre formazioni.
Si guardava con attenzione al tradizionalismo socio-culturale, ovvero l'attenzione per i temi della tradizione culturale e religiosa italiana, allo stesso modo in cui i partiti di destra la intendono, per la Patria e la famiglia e la società tradizionale; tutto ciò è sintetizzato da un tipico slogan: Dio - Patria - Famiglia: triade che indica l'appartenenza ad una visione spiritualista e, in particolare, cristiana, non necessariamente legata solo al cattolicesimo.
Il partito rispettava ogni fede religiosa, considerando la militanza un punto chiave del programma politico e  si definiva identitario e nazionalista. Sebbene il partito abbia preso le distanze dal Popolo della Libertà, ha successivamente respinto ogni alleanza coi partiti dell'estrema destra, come Forza Nuova e Movimento Sociale Fiamma Tricolore, con cui aveva formato una lista comune per le elezioni politiche del 2008.
I valori tradizionali erano storicamente espressi nella quadrilogia politica Destra: identitaria, sociale, nazionale, popolare. Ad esse vanno aggiunte le 5 Tesi del pensiero storaciano, enunciate dallo stesso Storace il 3 luglio 2007 nel lancio mediatico del movimento, come compimento dell'itinerario storico-dottrinale della Destra identitaria italiana, ossia una Destra cattolica, solidale, occidentale, cristiana.
Storace volle inoltre precisare come La Destra non fosse il partito dei nostalgici, non accettando allo stesso tempo la liquidazione del Fascismo, compresa l'azione e la persona di Benito Mussolini, come male assoluto. Secondo le sue dichiarazioni del tempo, La Destra è un partito democratico senza l'obbligo di definirsi antifascista.
La Destra puntava su tematiche sociali quali le acque pubbliche (con il ProgettoH2O) e la realizzazione del progetto di legge di CasaPound denominato Mutuo Sociale (che prevedeva l'istituzione di un ente che incaricato della costruzione, attraverso il finanziamento pubblico, di case e quartieri da vendere a famiglie che non siano già proprietarie di una casa, tramite la formula del mutuo sociale, ossia una rata che non superi un quinto delle entrate della famiglia in questione e che venga bloccata qualora tutti i componenti familiari dichiarino lo stato di disoccupazione), a cui era assegnata una certa rilevanza in quanto si riteneva che tale progetto edilizio non prevedesse l'aiuto delle banche.
La Destra, inoltre, si prefiggeva la realizzazione di una Europa dei popoli diversa da quella che rientra nel progetto dell'Unione europea, considerata un organismo sovranazionale antidemocratico, reo di scavalcare le decisioni dei parlamenti nazionali.
Non a caso, La Destra attuò una fiera opposizione al Trattato di Lisbona e allo sbarramento del 4% stabilito dal Governo Berlusconi alle Elezioni Europee .
Un altro punto riguardava il rispetto della legalità e la certezza della pena per i reati gravi; vi era libertà di coscienza per il tema della pena di morte, mentre altri membri del partito erano contrari.
La Destra proponeva l'applicazione delle misure preventive sull'aborto, come previste dalla legge 194.
Durante il periodo di leadership di Daniela Santanchè, la Destra ha sostenuto la riapertura delle case di tolleranza ed il divieto di prostituzione in altro luogo, in particolare le strade e i luoghi pubblici, con l'abrogazione di parte della legge Merlina suo tempo avversata dal Movimento Sociale Italiano.

## Struttura

### Organigramma
- Segretario: Francesco Storace (9 novembre 2008 – 17 febbraio 2017)
- Presidente: Teodoro Buontempo (9 novembre 2008 – 24 aprile 2013)
- Vicesegretario: Nello Musumeci (9 novembre 2008 – 2012)
- Coordinatore: Gabriele Limido.
- Portavoce: Daniela Santanchè (2007 – 2008)
- Segretario amministrativo: Giulio La Starza (2007–2008), Livio Proietti (2008–2017)
- Responsabile organizzativo: Stefano Morselli (2007 – 2008), Aldo Traccheggiani (2008 – 2009), Bruno Esposito (2009 – 2011), Roberto Buonasorte (2011 – 2017).

I principali organi nazionali del partito sono il Comitato centrale di 200 membri, la Direzione nazionale di 39 membri e l'Ufficio politico di 5 membri.

### Movimento giovanile
Il movimento giovanile del partito è stato la Gioventù Italiana - Con La Destra (GI), il cui segretario è stato Gianni Musetti.

## Correnti
L'unica corrente formalmente costituita è stata Blocco Sociale Nazionale, nata per contrastare alleanze con soggetti eccessivamente moderati e proporre temi quali l'ostilità nei riguardi degli Stati Uniti d'America, l'uscita dalla NATO e dall'Unione europea, l'amicizia con i paesi arabi, la revisione del Concordato, la rottura delle relazioni con lo Stato di Israele e la riscoperta dei toni rivoluzionari ed anticapitalistici che hanno lungamente contraddistinto il Movimento Sociale Italiano. Nel 2012 esce ufficialmente dal partito per aderire a CasaPound.

## Organo ufficiale e mezzi di comunicazione
L'organo ufficiale del partito è stato fino al 2012 La Destra News, quotidiano online di riferimento della formazione. All'interno erano presenti principalmente diversi resoconti relativi alla vita di partito, oltre alle principali reazioni ai fatti quotidiani della politica nazionale.
Da ottobre 2012 il nuovo sito nazionale del partito, www.ladestra.com, soppianterà il blog del segretario.
La Destra possedeva anche un canale su YouTube, in cui vengono raccolti i contributi video relativi a congressi, interviste e interventi televisivi dei propri esponenti, con particolare riferimento ai vari dibattiti politici cui prende parte Storace.
Dal 10 ottobre 2012 La Destra ha come testata ufficiale, sempre online e scaricabile in pdf e appstore, Il Giornale d'Italia, quotidiano italiano il cui nome si rifà alla differente e omonima testata storica cessata nel 1976, di cui il segretario Francesco Storace diviene direttore.

## Scissioni
- Destra Libertaria di Luciano Buonocore;
- 22 novembre 2008 – Movimento per l'Italia di Daniela Santanchè (confluito ne Il Popolo della Libertà nel 2010);
- Area Destra (confluita in seguito in Futuro e Libertà per l'Italia);
- Verso un Fronte Nazionale di Adriano Tilgher – 2013;
- Blocco Sociale Nazionale (confluito in CasaPound);

## Congressi
- I Congresso Nazionale - Roma, 7-9 novembre 2008 - Più popolo, più idee, più valori, contro il declino della Nazione.
- II Congresso Nazionale - Torino, 12-13 novembre 2011 - Cantiere Italia, Ricostruiamo la Nazione.
- III Congresso Nazionale - Roma, 17 febbraio 2017 - Per il Polo Sovranista.

## Risultati elettorali
| Elezione       | Elezione       | Voti    | %       | Seggi   |
| -------------- | -------------- | ------- | ------- | ------- |
| Politiche 2008 | Camera         | 884 961 | 2,43    | 0 / 630 |
| Senato         | 686 926        | 2,09    | 0 / 315 |         |
| Europee 2009   | Ne L'Autonomia | 0 / 78  |         |         |
| Politiche 2013 | Camera         | 219 816 | 0,64    | 0 / 630 |
| Senato         | 221 112        | 0,72    | 0 / 315 |         |